# Глизе 1151
Глизе 1151 (англ. Gliese 1151) — одиночная звезда в созвездии Большой Медведицы на расстоянии приблизительно 26 световых лет (около 8 парсек) от Солнца. Визуальная звёздная величина звезды — +13,23m.
Вокруг звезды обращается, как минимум, одна планета.

## Характеристики
Глизе 1151 — красный карлик спектрального класса M4,5V. Масса — около 0,16 солнечной, радиус — около 0,1781 солнечного. Эффективная температура — около 3282 K.

## Планетная система
В 2023 году группой астрономов было объявлено об открытии планеты Gliese 1151 c.